# Scheune Bentwisch 72
Die Scheune Bentwisch 72 in der niedersächsischen Samtgemeinde Land Hadeln, Gemeinde Oberndorf (Oste) im Landkreis Cuxhaven, stammt vom Anfang des 19. Jahrhunderts. Aktuell (2024) wird sie wohl noch gewerblich genutzt.
Das Gebäude steht unter Denkmalschutz (siehe auch Liste der Baudenkmale in Oberndorf (Oste)).

## Geschichte und Beschreibung
Oberndorf wurde 1316 als Overdorpe erstmals urkundlich erwähnt. Eine große Hofanlage aus dem 18. Jahrhundert, von der nur eine Scheune erhalten blieb, stand unmittelbar am rechten Ufer der Oste.
Das eingeschossige giebelständige Gebäude als Zweiständer-Hallenhaus in Fachwerk teils mit Steinausfachungen und teils Verbretterung, mit Giebelkübbungen, Uhlenloch und mit trapezblechgedecktem Walmdach wurde um 1800 gebaut. Um 1850 wurde die Querdurchfahrtsscheune nach Westen verlängert.
Das Landesdenkmalamt befand u. a.: „… regionstypisches Scheunengebäude mit Giebelkübbungen … .“